# Skatteskrapan
Skatteskrapan is een wolkenkrabber in de wijk Södermalm van de Zweedse stad Stockholm. Het gebouw is nu 86 meter hoog (oorspronkelijk 81 meter) en telt 26 verdiepingen. Het gebouw is ontworpen door de Zweedse architect Paul Hedqvist. Van 1959 tot 1964 was het gebouw het hoogste van Zweden. Hierna werd het voorbijgestreefd door de Dagens Nyheter Tower van 84 meter.
In 2003 besloot burgemeester Annika Billström het gebouw om te bouwen tot studentenappartementen. Daarvoor diende het als belastingkantoor. In december 2003 nam Svenska Bostäder de eigendom over van Vasakronan. In het gebouw zijn 415 studentenkamers gevestigd, alsmede kantoren en conferentieruimten. Dit project werd augustus 2007 opgeleverd. Het oorspronkelijke gebouw was 24 verdiepingen hoog. Bij de renovatie werd het gebouw met een restaurant en skybar verhoogd tot 26 verdiepingen.
Het gebouw heeft een cultureel beschermde status wat betekent dat de buitenkant niet gewijzigd mag worden.

## Zie ook

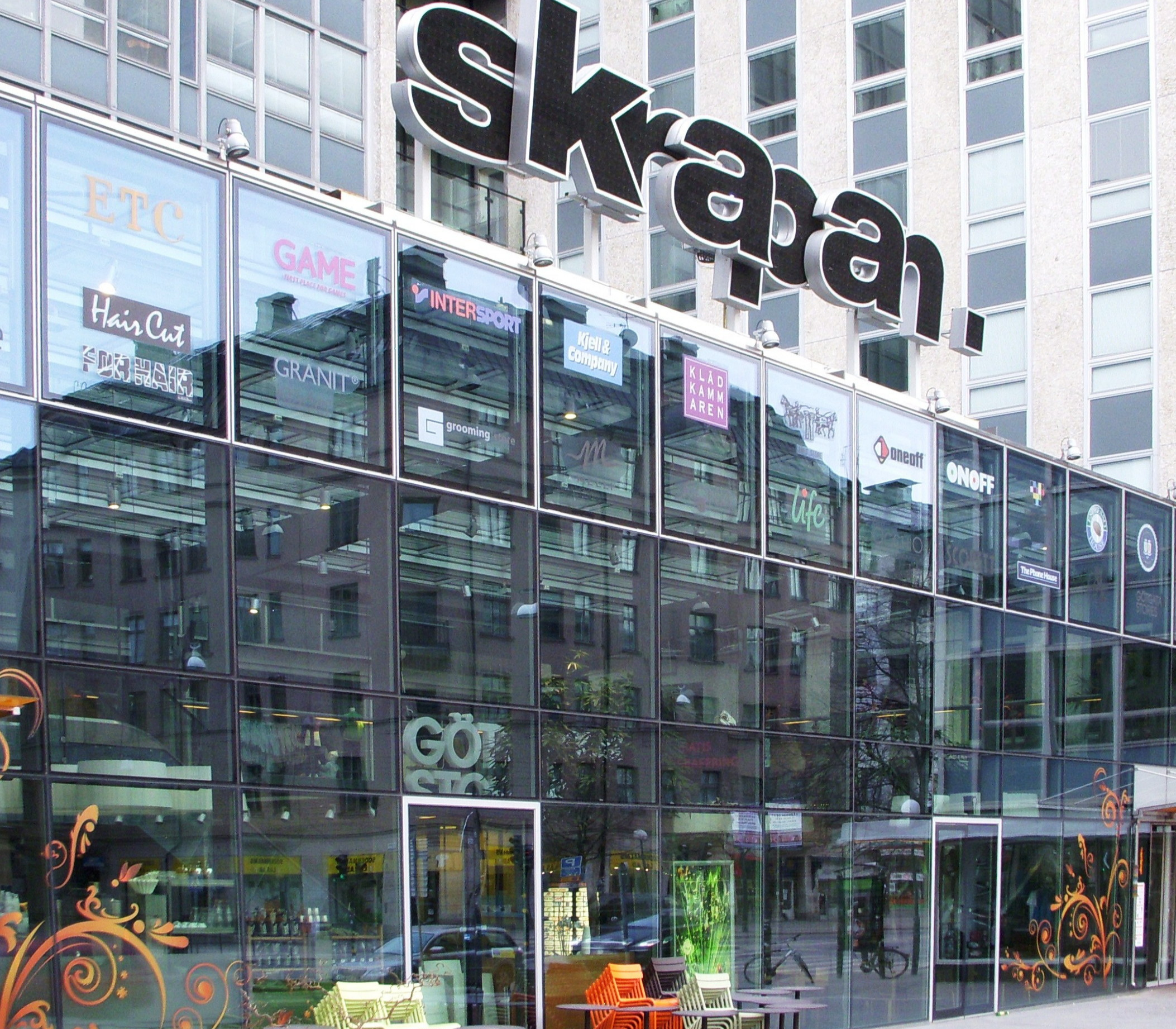
gebouw in 2010
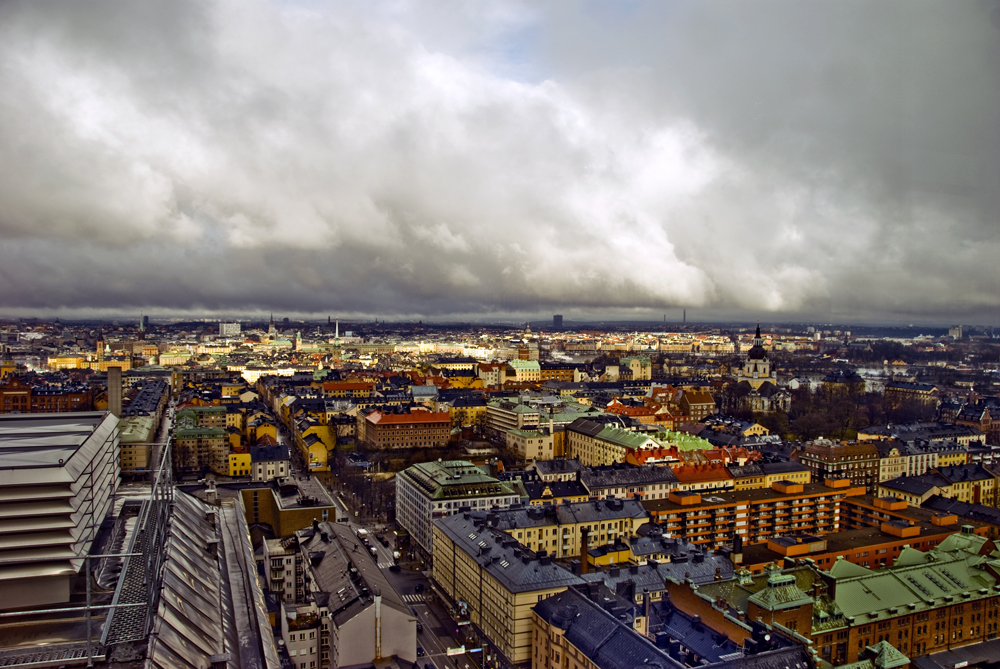
uitzicht
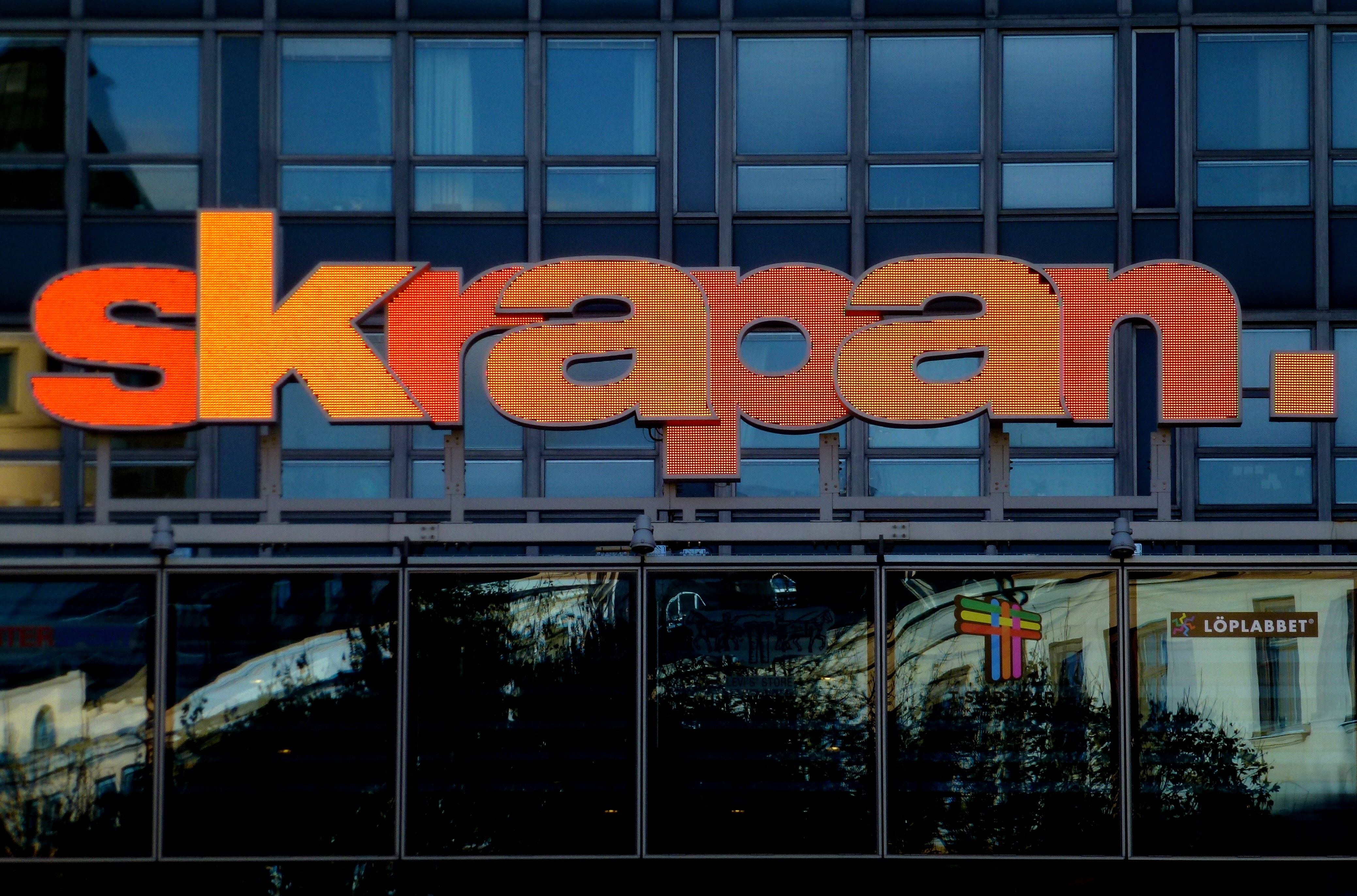
logo
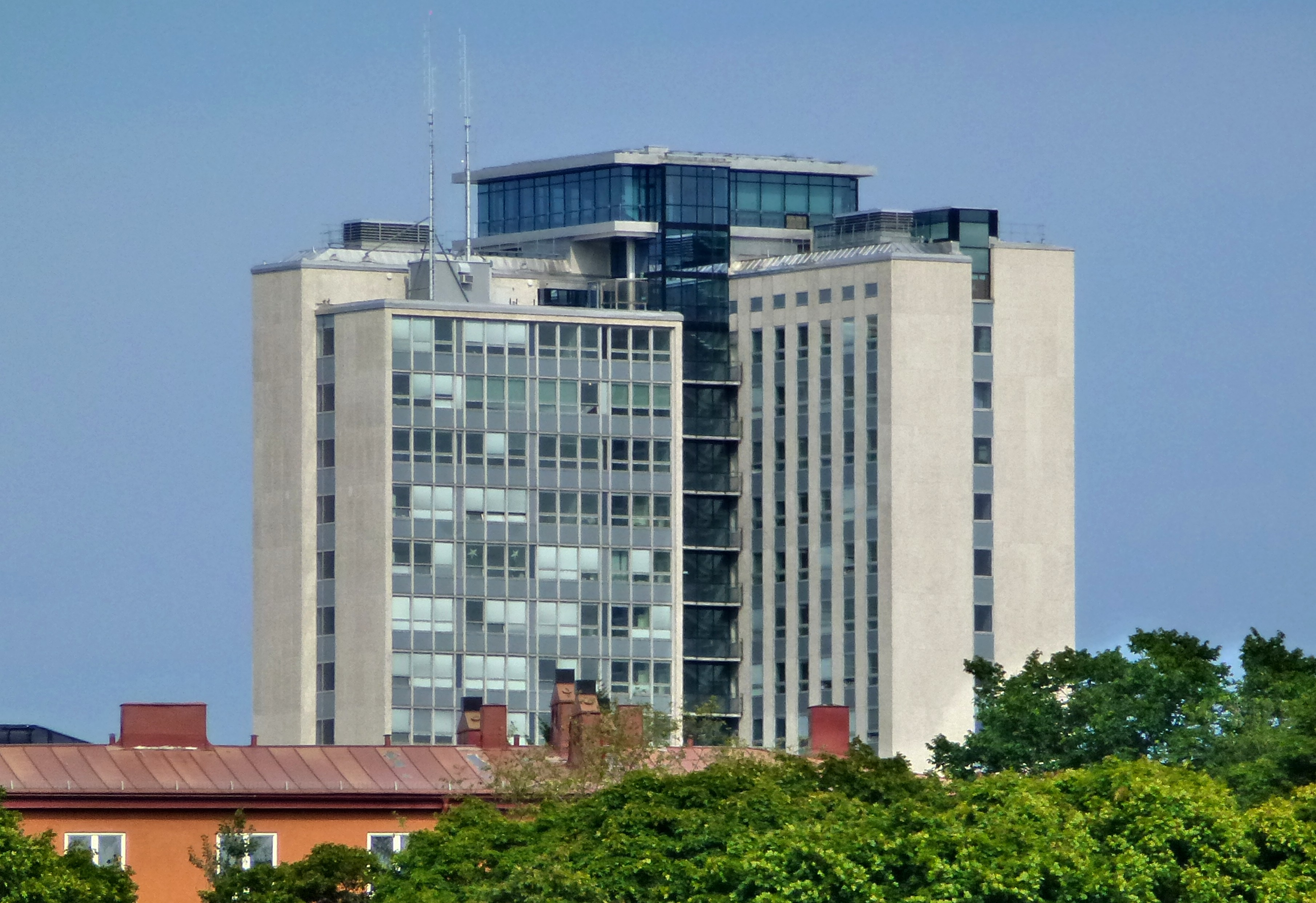
gebouw in 2008
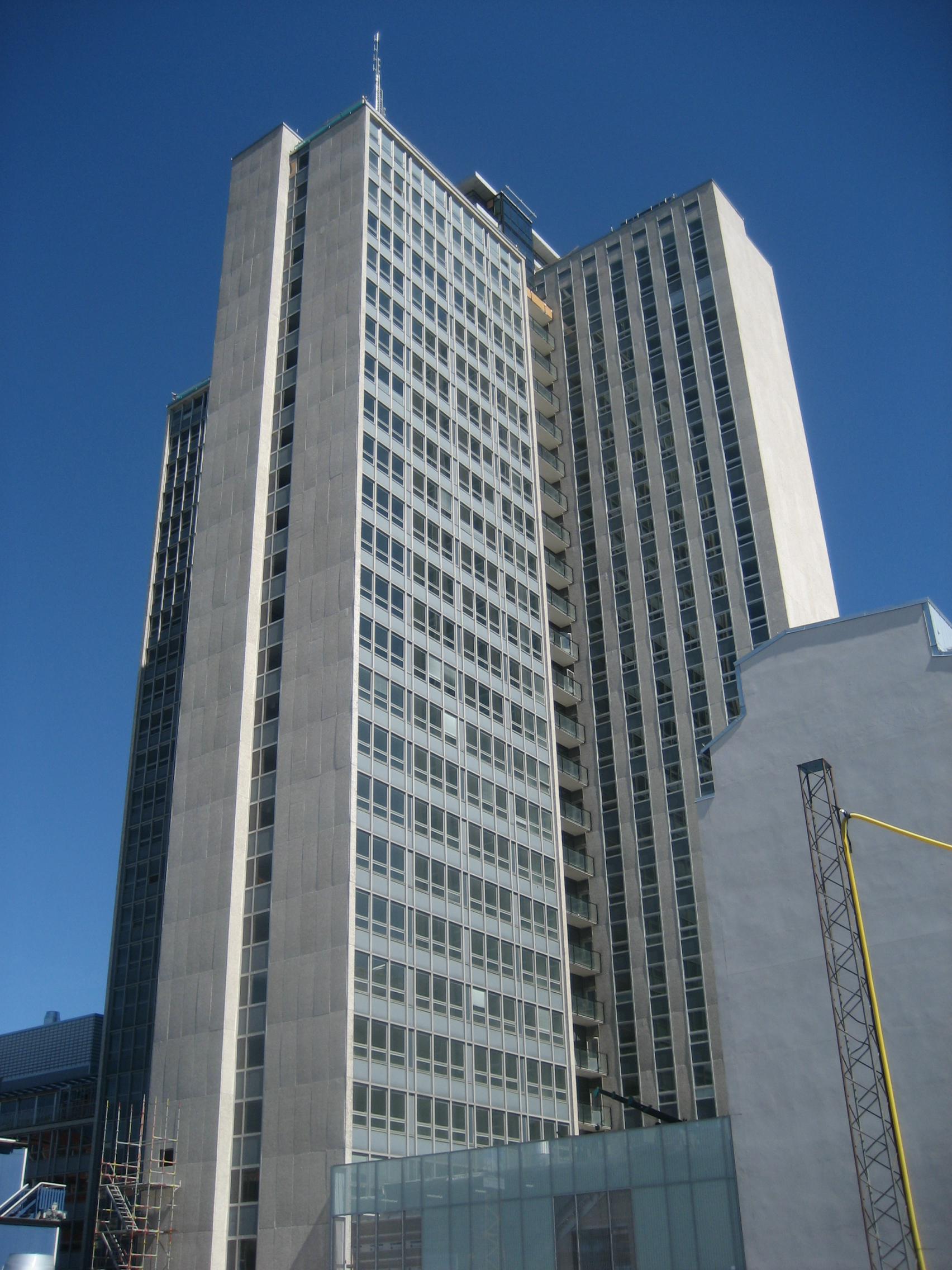
gebouw in 2007
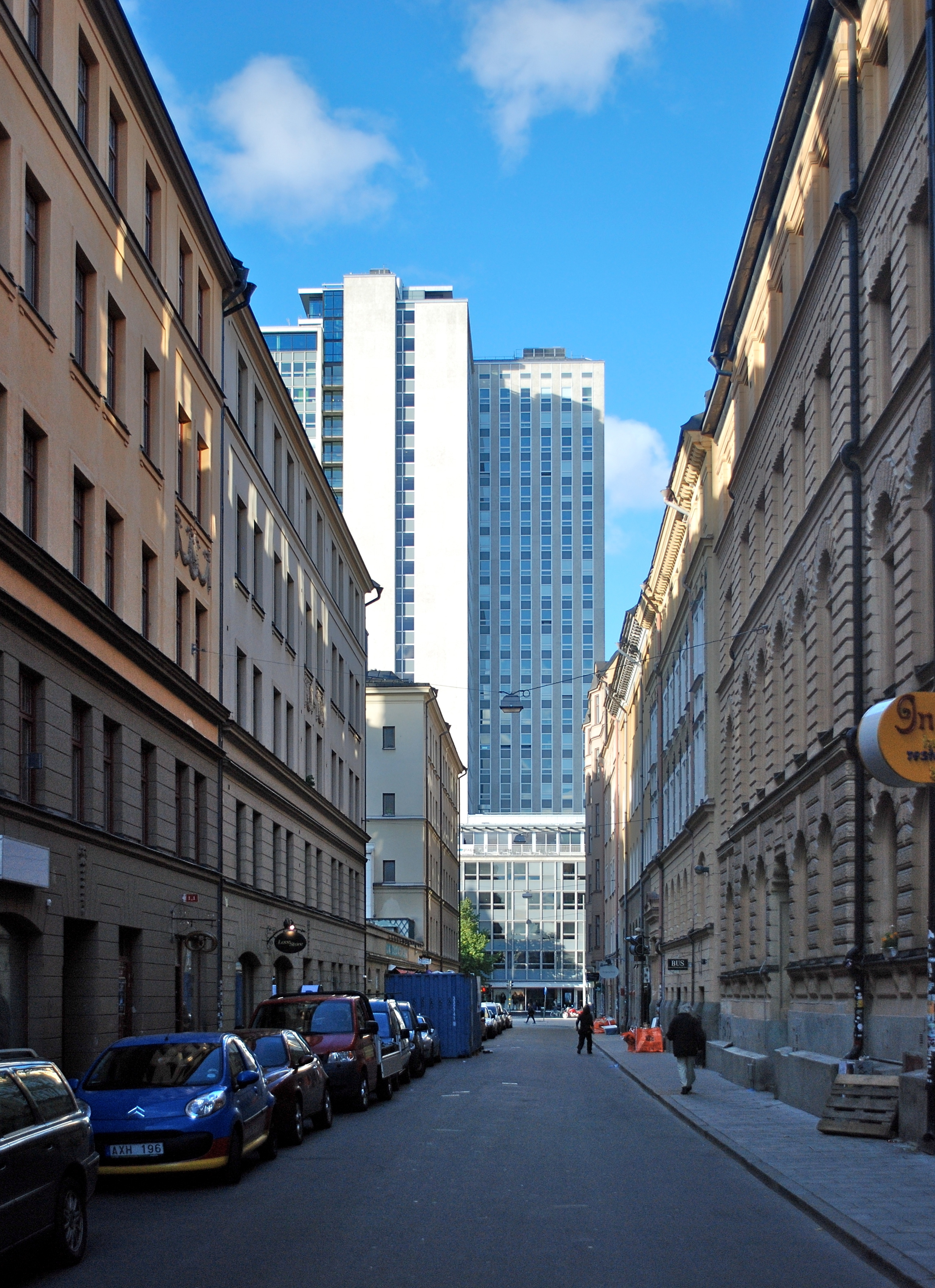
gebouw in 2010